# Hrušica (Novo mesto)

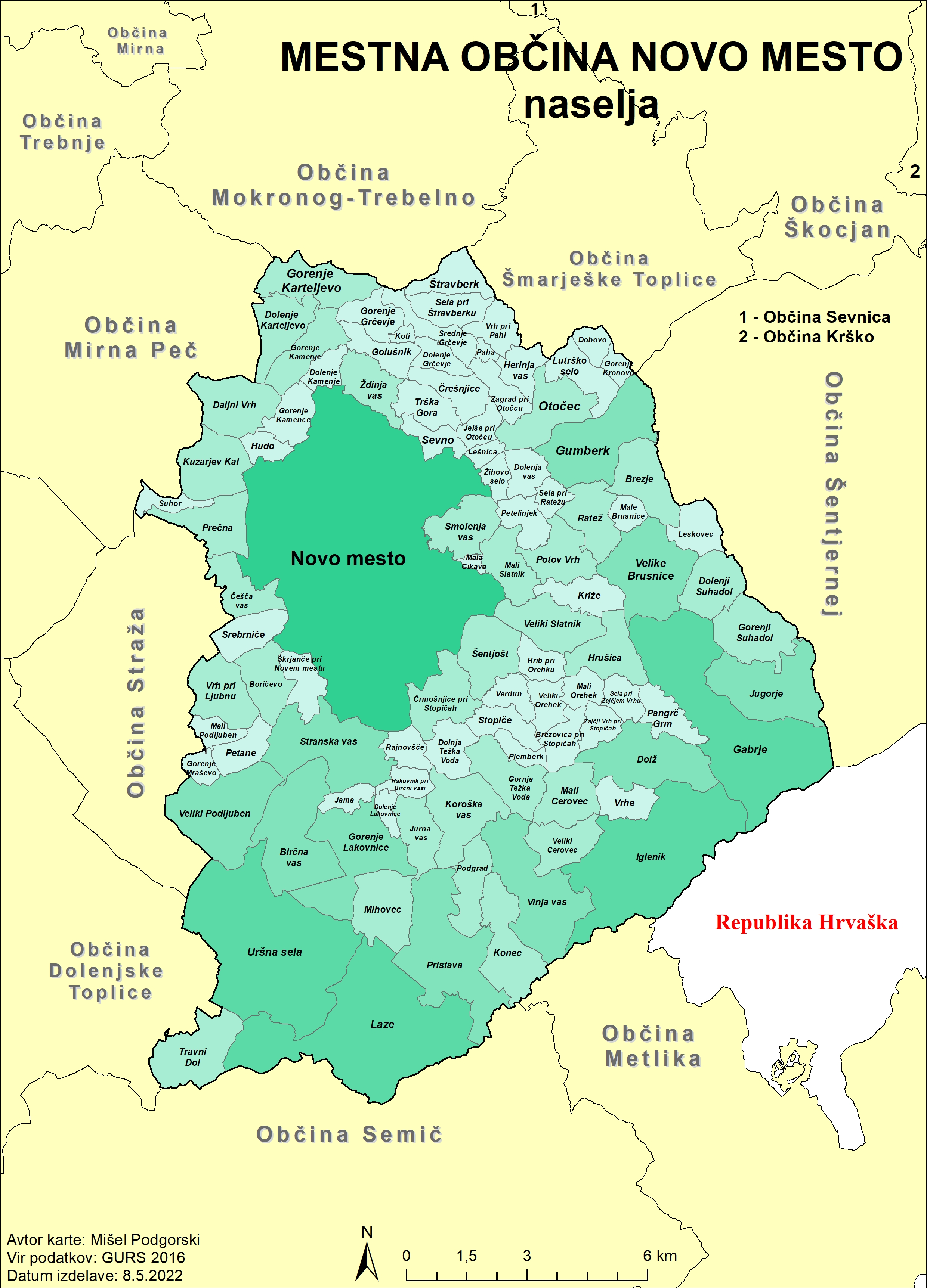
Ortschaften der Stadtgemeinde Novo mesto

Hrušica (deutsch: Birnbaum) ist eine Ortschaft in der slowenischen Stadtgemeinde Novo mesto im Osten des Landes am Fuß des Žumberak-Gebirges.

## Geschichte
Die Ortschaft war Ende des 14. Jahrhunderts unter dem Namen Pirpawn (Birnbaum) bekannt.

## Lage
Das Dorf liegt östlich vom Stadtkern von Novo mesto und grenzt an die Ortschaften Veliki Slatnik sowie Križe im Norden, Gabrje im Osten, Mali Orehek sowie Sela pri Zajčjem Vrhu im Süden und Hrib pri Orehku im Westen.
Die Klamfer bildet die Gemarkungsgrenze nach Süden.
Der Weiler gehört zur Ortsgemeinschaft Stopiče.

## Persönlichkeiten
- Janko Kobentar (* 1940), Skilangläufer